# Mistrzostwa Ameryki Południowej i Centralnej w piłce ręcznej kobiet
Mistrzostwa Ameryki Południowej i Centralnej w piłce ręcznej kobiet – oficjalny międzynarodowy turniej piłki ręcznej o zasięgu kontynentalnym, organizowany przez COSCABAL cyklicznie od 2018 roku mający na celu wyłonienie najlepszej żeńskiej reprezentacji narodowej w Ameryce Centralnej i Południowej. W imprezie mogą brać udział wyłącznie reprezentacje państw, których krajowe federacje piłki ręcznej są oficjalnymi członkami COSCABAL. Turniej służy również jako eliminacja do mistrzostw świata.

## Turnieje
| 2018 | Brazylia  | Brazylia | rozgrywki grupowe | Argentyna | Paragwaj | rozgrywki grupowe | Chile    |
| 2021 | Paragwaj  | Brazylia | rozgrywki grupowe | Argentyna | Paragwaj | rozgrywki grupowe | Urugwaj  |
| 2022 | Argentyna | Brazylia | rozgrywki grupowe | Argentyna | Chile    | rozgrywki grupowe | Urugwaj  |
| 2024 | Paragwaj  | Brazylia | rozgrywki grupowe | Argentyna | Urugwaj  | rozgrywki grupowe | Paragwaj |

## Tabela medalowa
| Lp. | Państwo   | Złoto | Srebro | Brąz | Razem |
| --- | --------- | ----- | ------ | ---- | ----- |
| 1.  | Brazylia  | 4     | 0      | 0    | 4     |
| 2.  | Argentyna | 0     | 4      | 0    | 4     |
| 3.  | Paragwaj  | 0     | 0      | 2    | 2     |
| 4.  | Chile     | 0     | 0      | 1    | 1     |
| =   | Urugwaj   | 0     | 0      | 1    | 1     |

## Tabela wyników
| Państwo   | 2018 | 2021 | 2022 | 2024 | Występy |
| --------- | ---- | ---- | ---- | ---- | ------- |
| Argentyna | 2    | 2    | 2    | 2    | 4       |
| Boliwia   | –    | 6    | –    | –    | 1       |
| Brazylia  | 1    | 1    | 1    | 1    | 4       |
| Chile     | 4    | 5    | 3    | 5    | 4       |
| Paragwaj  | 3    | 3    | 5    | 4    | 4       |
| Salwador  | –    | –    | –    | 6    | 1       |
| Urugwaj   | 5    | 4    | 4    | 3    | 4       |
| Państwo   | 2018 | 2021 | 2022 | 2024 | Występy |